# Dendrophilus sulcatus
Dendrophilus sulcatus es una especie de coleóptero de la familia Histeridae.

## Distribución geográfica
Habita en Europa y Asia del Norte.